# Diane de Mac Mahon
Pour les articles homonymes, voir MacMahon.
Diane de Mac Mahon, née le 16 novembre 1968 à Boulogne-Billancourt, est une personnalité de la télévision française, première directrice d'antenne de la chaîne d'information I-Télé, productrice et réalisatrice de télévision.

## Biographie

### Carrière
Responsable artistique à LCI (pour l'habillage des émissions et de l'antenne) de 1993 à 1997, elle est directrice d'antenne d'I-Télé de 1999 à 2002.

### Vie privée
Née en 1968, Diane de Mac Mahon est l'aînée des quatre filles de Patrick de Mac Mahon, cadre de banque et de Béatrix Blanquet du Chayla. Par son père, elle est une descendante de Louis-Philippe Ier, roi des Français, et l'arrière arrière petite fille de Patrice de Mac Mahon, maréchal de France et 3e président de la République française,.
Elle épouse Frédéric Beigbeder le 17 mai 1991 à Paradou, avant d'en divorcer en mars 1996,.
Elle vit depuis 1999 avec Guillaume Durand, qu'elle a épousé le 8 avril 2009. Ils sont les parents d'un garçon né en 1998 et une fille née en 2008.